# Kirchworbis
Kirchworbis è un comune di 1 315 abitanti della Turingia, in Germania.
Appartiene al circondario (Landkreis) dell'Eichsfeld (targa EIC) ed è parte della comunità amministrativa (Verwaltungsgemeinschaft) di Eichsfeld-Wipperaue.